# Датский королевский морской музей
Датский королевский морской музей (дат. Orlogsmuseet) — музей в Копенгагене, посвящённый истории датского королевского военно-морского флота, выросший из собрания моделей кораблей, основанного в конце XVII века.

## История
Музей ведёт свою историю с момента основания Королевской судомодельной коллекции. Это произошло в конце XVII века, когда традиция судомоделирования зародилась как часть процесса проектирования и строительства кораблей. В 1773 году коллекция обосновалась в Гаммельхольме, но позднее пришла в упадок. В 1830-х годах интерес к судомоделированию возродился и коллекция была основана вновь в 1862 году. В 1894 году для неё было построено новое здание в Хольмене. В 1940 году собрание было законсервировано из опасения возможной атаки гитлеровской Германии на датский флот, а после окончания немецкой оккупации в 1945 году прежнее здание коллекции стало использоваться для других целей.
Музей в его современном виде был основан в 1957 году по инициативе командующего датским флотом вице-адмирала А.Х. Веделя и временно расположен в церкви Святого Николая. В 1974 году открылся филиал музея в замке Вальдемара на острове Тосинге, посвящённый личности датского флотоводца адмирала Нильса Юэля, владевшего этим поместьем с середины XVII века. В 1989 году собрание переехало в Кристиансхаун, в здание бывшего военно-морского госпиталя (дат. Søkvæsthuset), где музей вновь открылся 4 октября 1989 года.

## Музейное собрание
Коллекция моделей судов насчитывает несколько сотен больших и малых экземпляров, в том числе полностью оснащенные парусные линейные корабли. Их общей чертой является высокое качество исполнения и богатство деталей. Модели служили своего рода «чертежами», и поэтому создавались в точном масштабе. Старейшая модель в собрании представляет собой неизвестный корабль 1660-х годов. В коллекцию входят и новые модели судов, включая военные корабли класса «Абсалон» современных датских ВМС.

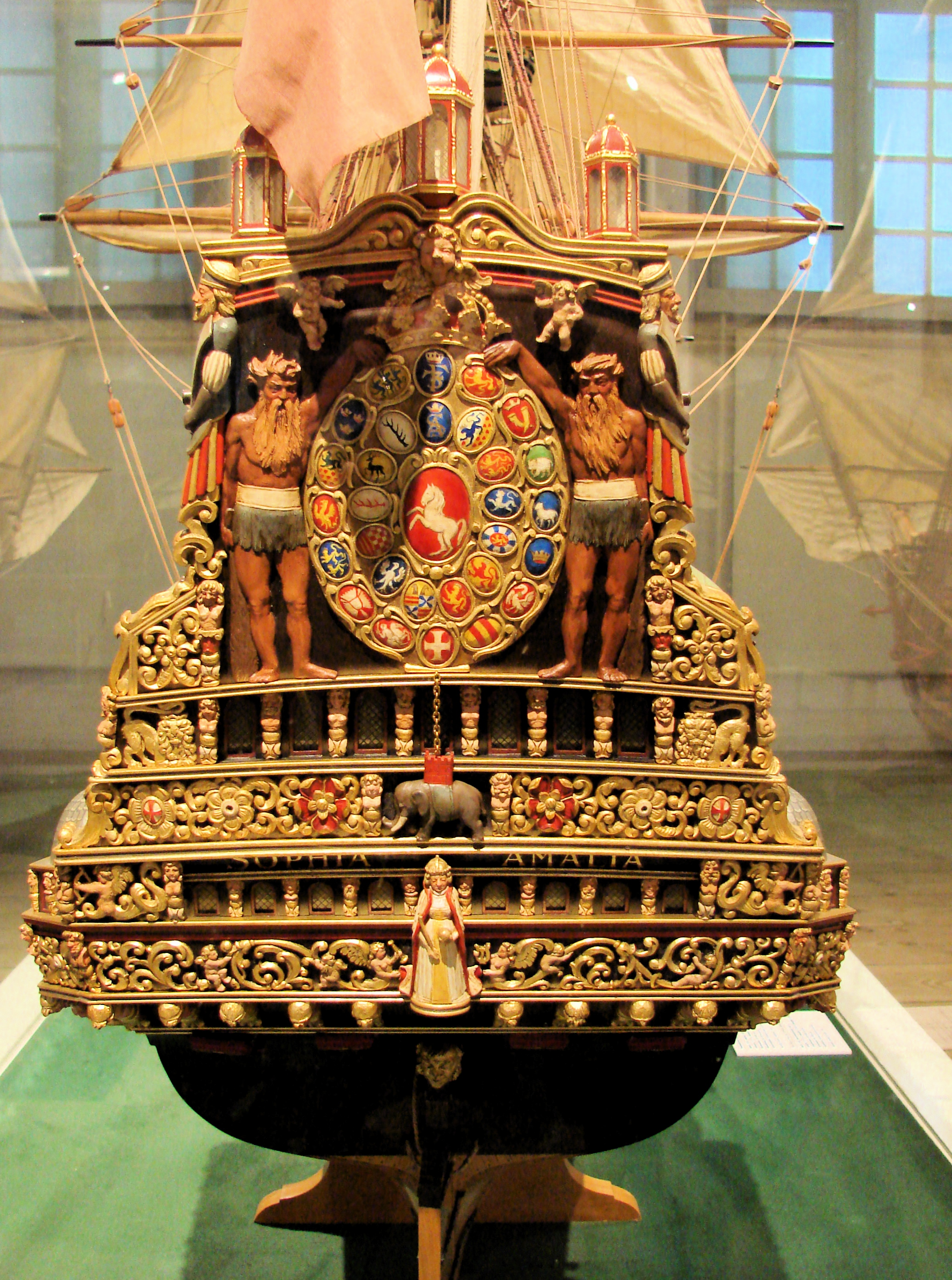
Модель корабля «София Амалия»
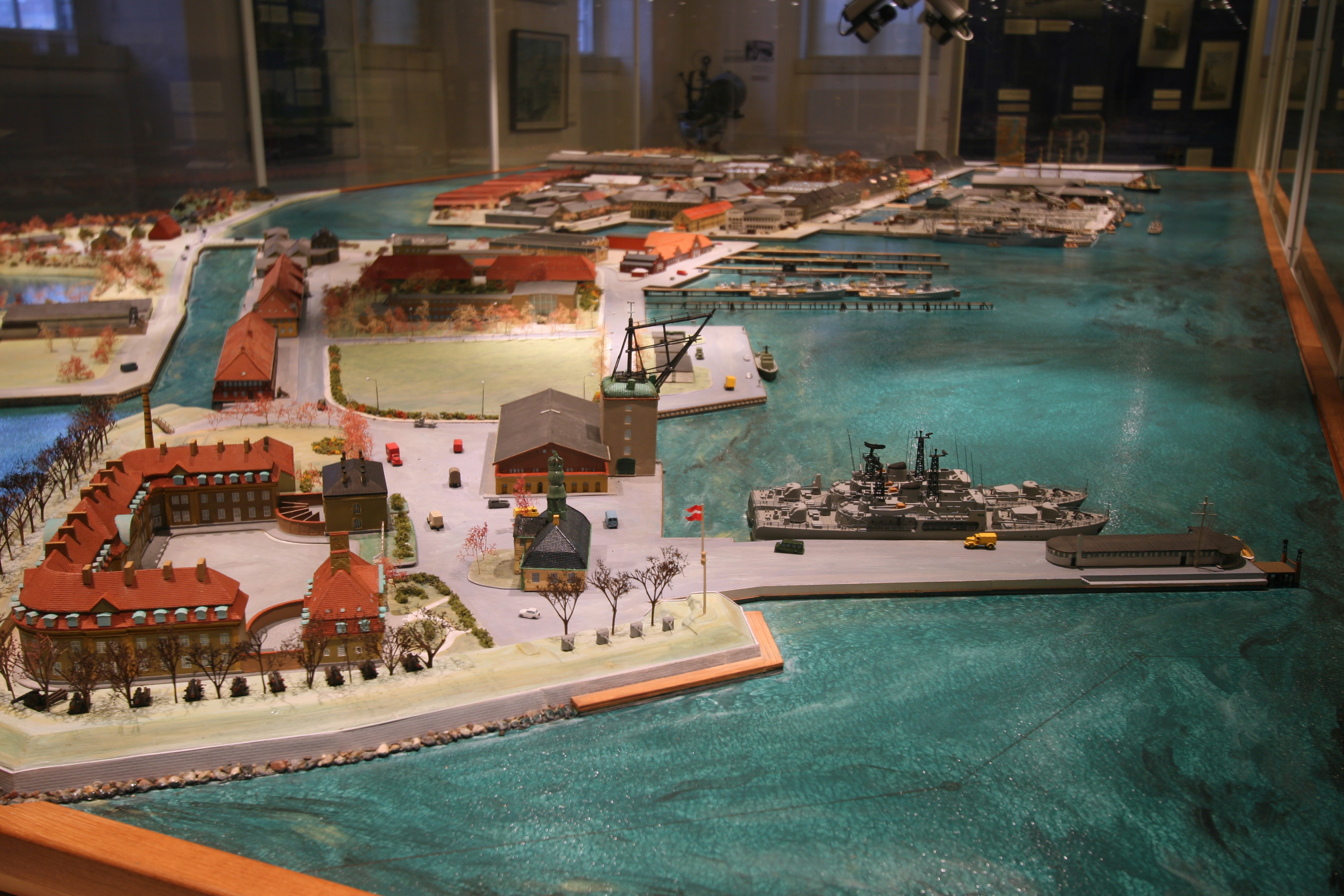
Диорама «Доки в Хольмене» (1968г.)
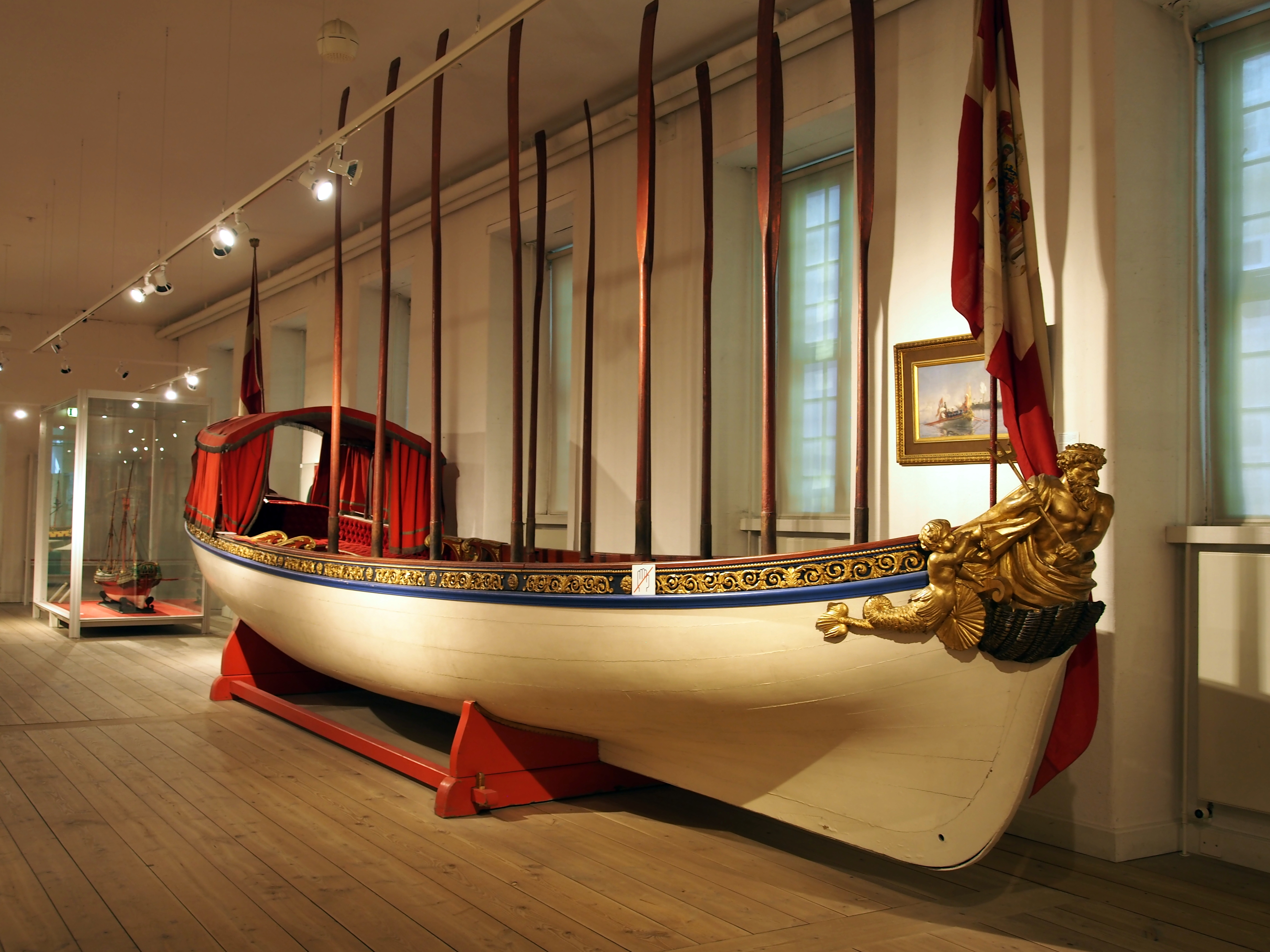
Королевская шлюпка

В собрании можно увидеть картины и диорамы, изображающие флотоводцев, корабли и морские битвы из истории флота Дании.
Экспозиция музея также содержит большое число предметов вооружения, униформы, навигационных инструментов и прочего снаряжения.

## Исторические корабли
Музею принадлежат три списанных судна датских ВМС эпохи Холодной войны: два военных корабля (фрегат HDMS Peder Skram и ракетный катер HDMS Sehested) и подводная лодка (HDMS Sælen). Их можно посетить только в летние месяцы.

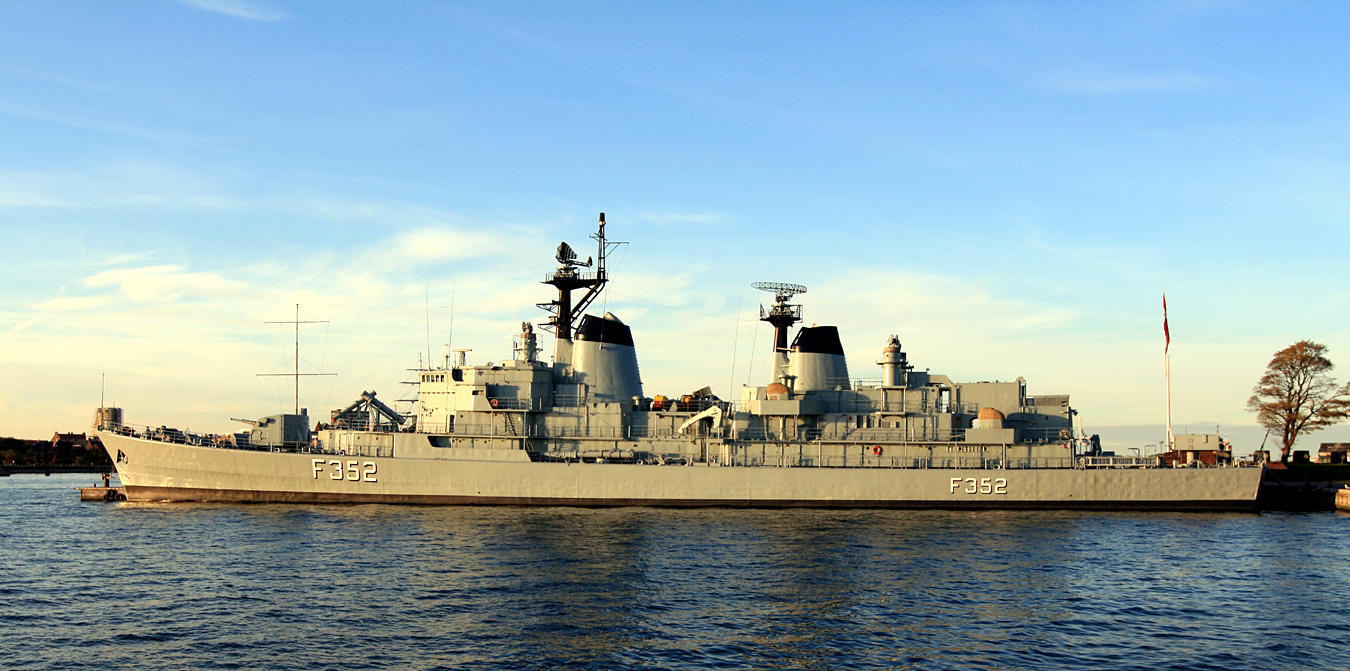
HDMS Peder Skram
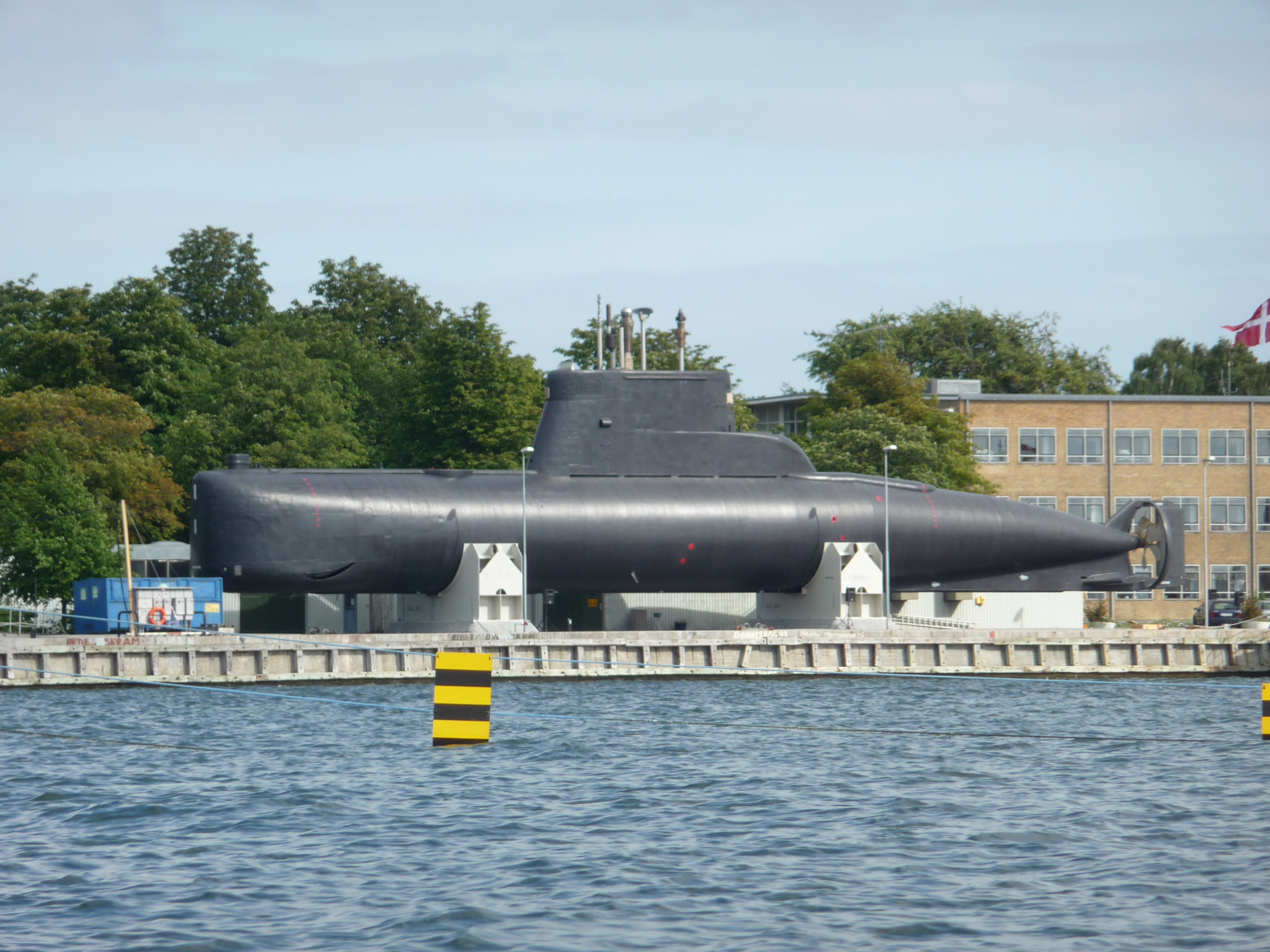
HDMS Sælen
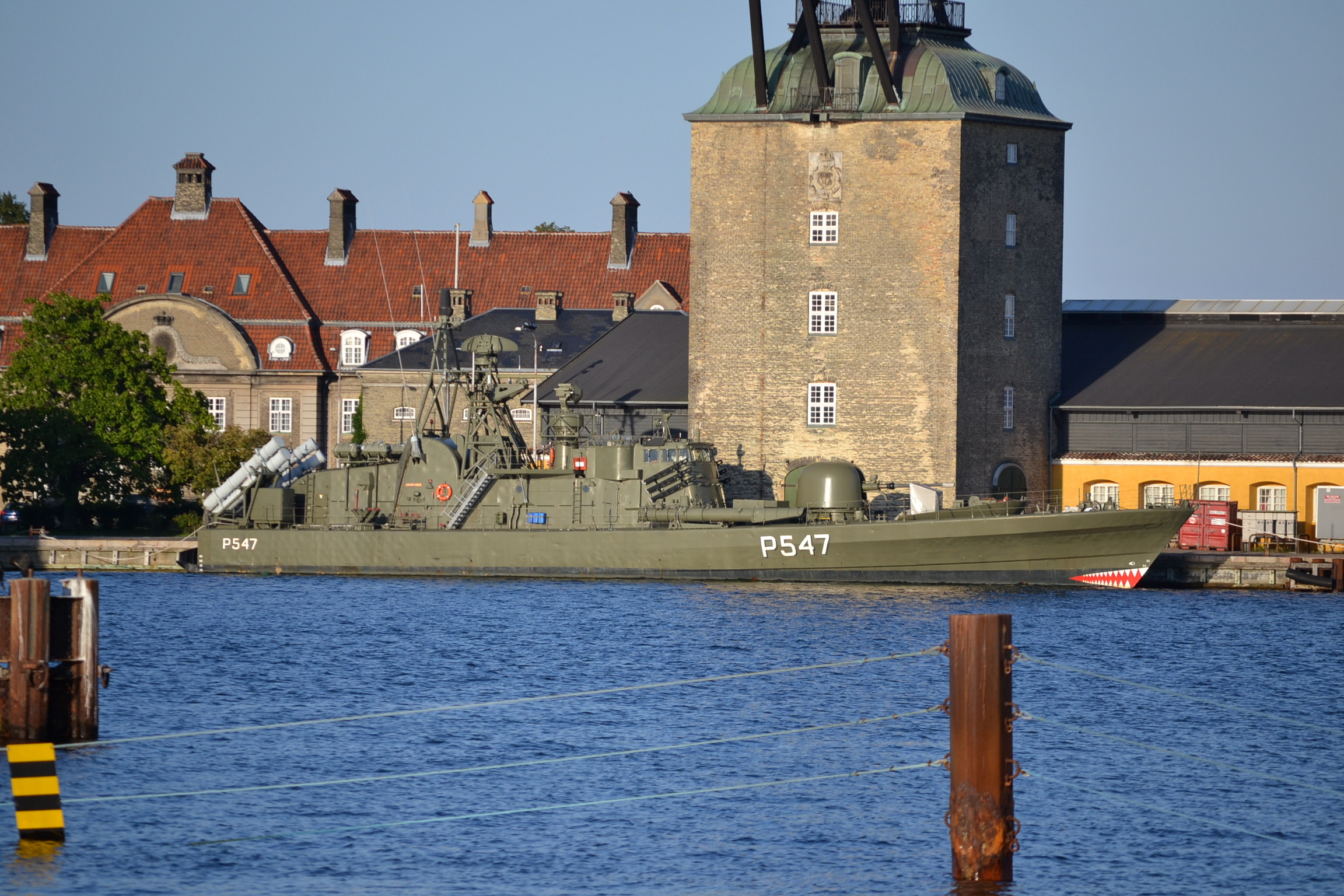
HDMS Sehested